# Vanzac
Vanzac ist eine südwestfranzösische Gemeinde mit 191 Einwohnern (Stand: 1. Januar 2022) im Département Charente-Maritime in der Region Nouvelle-Aquitaine (vor 2016 Poitou-Charentes). Sie gehört zum Arrondissement Jonzac und zum Kanton Les Trois Monts. Die Einwohner werden Vanzacais genannt.

## Lage
Vanzac liegt im Süden der Saintonge etwa 70 Kilometer nordnordöstlich von Bordeaux. Umgeben wird Vanzac von den Nachbargemeinden Léoville im Nordwesten und Norden, Baignes-Sainte-Radegonde im Norden und Osten, Bran im Osten, Chantillac im Südosten sowie Messac im Süden und Westen.

## Bevölkerungsentwicklung
| Jahr                       | 1962 | 1968 | 1975 | 1982 | 1990 | 1999 | 2006 | 2019 |
| Einwohner                  | 249  | 228  | 191  | 193  | 173  | 174  | 175  | 170  |
| Quellen: Cassini und INSEE |      |      |      |      |      |      |      |      |

## Sehenswürdigkeiten
- Kirche Sainte-Quitterie aus dem 14. Jahrhundert

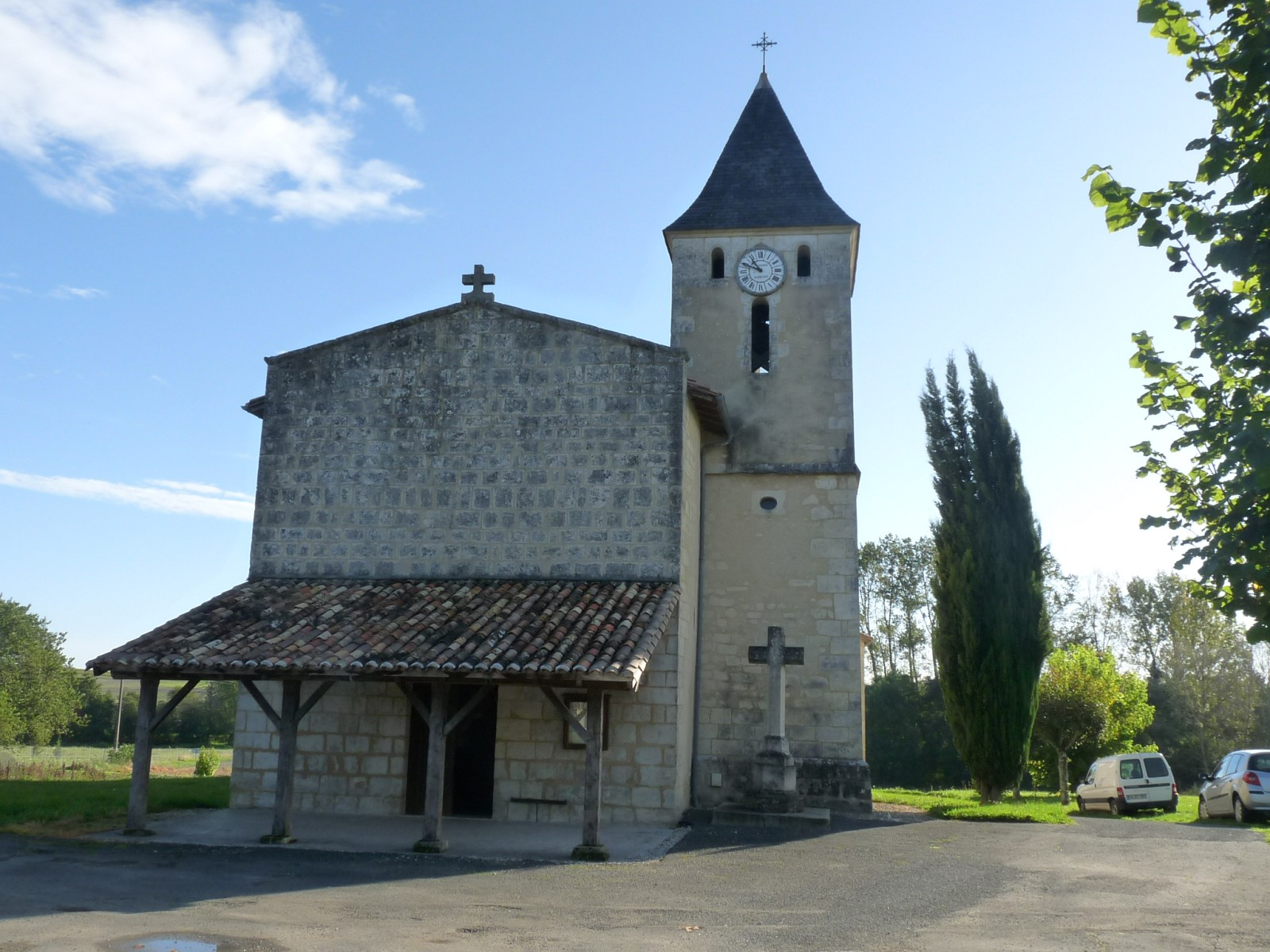
Kirche Sainte-Quitterie